# Csengey Emőke
Csengey Emőke (Baja, 1943. december 22. – Budapest, 2021 . május 22.  ) magyar jelmeztervező.

## Életpályája
Szülei: Csengey Gyula és Török Terézia. 1962-ben ruhaipari technikumot végzett. 1962–1997 között a Magyar Televízió jelmeztervezője volt. 1972–1973 között a Mikroszkóp Színpad jelmeztervezője volt. 1975–1977 között a Győri Nemzeti Színházban dolgozott. 1998–2001 között a Veszprémi Petőfi Színház jelmeztervezője volt. 2003–2006 között a Soproni Petőfi Színházban tervezett jelmezeket.

## Színházi munkái
A Színházi adattárban regisztrált bemutatóinak száma: 62.
| - Vasziljev: Csendesek a hajnalok (1972) - Ajtmatov: A versenyló halála (1973) - Plautus: A bögre (1975) - Shaw: Warrenné mestersége (1976, 2000) - Galgóczi-Németh: Kinek a törvénye? (1977) - Sartre: Temetetlen holtak (1977) - William Shakespeare: Romeo és Júlia (1977) - Presser Gábor: Jó estét nyár, jó estét szerelem (1977) - Kruczkowski: A szabadság első napja (1978) - Hervé: Nebáncsvirág (1978) - García Lorca: Bernarda Alba háza (1979) - Hauptmann: Naplemente előtt (1982) - Kertész Ákos: Névnap (1983) - Kertész Ákos: Huszonegy, avagy szemesnek áll a világ, vaknak az alamizsna (1983) - Camoletti: Boldog születésnapot! (1984) - Mihic: Kis árva agarak (1985) - Barillet-Grédy: A kaktusz virága (1988) - Svarc: Hókirálynő (1989) - Flatow: Egy férfi, aki nem akar (1990) - Lajtai Lajos: Mesék az írógépről (1991) - Arlen: Óz, a csodák csodája (1991) - Tamási Áron: Énekes madár (1992, 1999) - Dumas: A három testőr (1994) - Nagy András: A csábító naplója (1994) - Simon: Furcsa pár (női változat) (1996) - Szomory Dezső: Bella (1997) - Tremblay: Sógornők (1997) - Móricz Zsigmond: Nem élhetek muzsikaszó nélkül (1997) - Hunyady Sándor: Feketeszárú cseresznye (1997) - Cooney: Páratlan páros (1998, 2006) | - Bíró Lajos: Sárga liliom (1999) - Thomas: Charley nénje (1999, 2004) - Hamilton: Gázláng (1999, 2003) - Szigligeti Ede: Liliomfi (2000) - Gabnai Katalin: Táltos János (2000) - Feydeau: Bolha a fülbe (2000) - LaBute: Szentek fecsegése (2001) - Pozsgai-Szilágyi: Vak Ond álma avagy milleniumi rémmesék (2001) - Miller: Az ügynök halála (2002-2003) - Molnár Ferenc: A hattyú (2004) - Williams: Macska a forró bádogtetőn (2004) - Szép Ernő: Május (2004) - Szép Ernő: Kávécsarnok (2004) - Simon: A különterem (2004) - Sarkadi Imre: Oszlopos Simeon (2005) - Thuróczy Katalin: Kerített város (2005) - Márai Sándor: Kaland (2005) - Rolland: Szerelem és halál játéka (2006) - Rose: Tizenkét dühös ember (2006) - Maugham: Szerelmi körutazás (2006-2007) - Gyurkovics Tibor: Nagyvizit (2006) - Martos-Bródy: Zsuzsi kisasszony (2007) - Wesker: Annie, Anna, Annabella (2009) - McNally: Frankie és Johnny (Krumplirózsa) (2011) |

## Filmjei
| - Őrjárat az égen (1970) - A vasrács (1971) - Asztfalt mese (1971) - Szerelem jutányos áron (1972) - Csalódások (1973) - Zenés TV Színház (1974, 1989) - Méz a kés hegyén (1974) - Kántor (1976) - Rendőrség (1976) - Hungária Kávéház (1977) - Az elefánt (1978) - Imre (1979) - Aki mer, az nyer! (1979) - Két pisztolylövés (1980) - A legnagyobb sűrűség közepe (1981) - Horváték (1981) - Róza néni elintézi (1982) - Szerelmes sznobok (1983) - Linda (1984-1989) - Postarablók (1985) - Az eltüsszentett birodalom (1985) - Üvegvár a Mississippin (1986) - Zsarumeló (1987) - Csodakarikás (1987) - S.O.S. Szobafogság! (1987) - Orrom krumpli, hajam kóc! (1988) - Eszmélet (1989) - Halállista (1989) - Öld meg a másik kettőt (1990) - Egy államférfi vallomásai (1990) - Nem érsz a halálodig (1990) - A főügyész felesége (1990) - A nagy fejedelem (1997) - A múzsa csókja (1998) - Gázláng (2004) | - Egy erkölcsös éjszaka (1977) - Drága kisfiam (1978) - Philemon és Baucis (1978) - BUÉK! (1978) - Ajándék ez a nap (1979) - Két történet a félmúltból (1980) - A téglafal mögött (1980) - Circus Maximus (1980) - Boldog születésnapot, Marilyn! (1981) - Ripacsok (1981) - Egymásra nézve (1982) - Dögkeselyű (1982) - Talpra, Győző! (1982) - Az óriás (1984) - István, a király (1984) - Játszani kell (1984) - Az élet muzsikája - Kálmán Imre (1984) - Higgyetek nekem! (1985) - Szeleburdi vakáció (1987) - Az utolsó kézirat (1987) - Hótreál (1988) - Magyar rekviem (1990) - A skorpió megeszi az ikreket reggelire (1992) - A Brooklyni testvér (1995) - Őrangyalház (2001) |